# Cylindromyia flavitibia
Cylindromyia flavitibia là một loài ruồi trong họ Tachinidae.